# Killers of the Flower Moon
Pour plus de détails, voir Fiche technique et Distribution.
Killers of the Flower Moon, appelé La Note américaine au Québec, est un film américain réalisé par Martin Scorsese et sorti en 2023. Il s’agit d'une adaptation du roman non fictionnel La Note américaine de David Grann, paru en 2017. L'auteur y retrace son enquête sur les meurtres des Indiens Osage : dans les années 1920, plusieurs membres de cette tribu amérindienne vivant dans le comté d'Osage en Oklahoma, sont assassinés après avoir trouvé du pétrole sur leurs terres. Le « Bureau of Investigation » (qui deviendra le FBI en 1935) mène tardivement l'enquête.
Le film est présenté en avant-première au Festival de Cannes 2023, le 20 mai, avant de sortir en salles dans plusieurs pays puis d'être diffusé sur Apple TV+. Ce long métrage constitue la sixième collaboration de Scorsese avec Leonardo DiCaprio et la dixième avec Robert De Niro.

## Synopsis

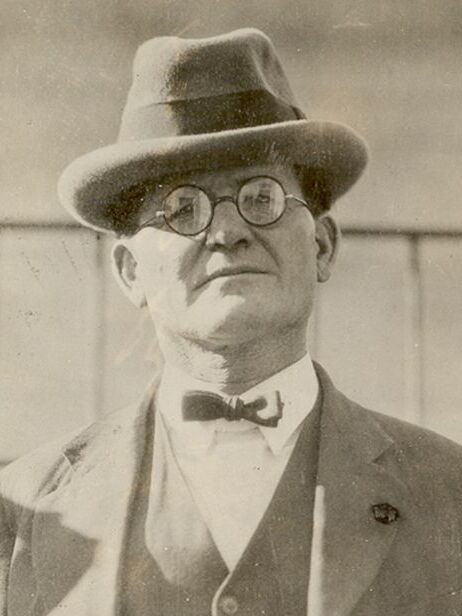
L'éleveur, ici en 1922, est incarné par Robert De Niro.

Le jeune Ernest Burkhart, vétéran un peu naïf de la Première Guerre mondiale à la recherche d'un emploi, arrive à Fairfax en Oklahoma. Son oncle William Hale, dit « King » (en), lui a proposé de venir travailler près de lui, aux côtés de son frère Byron qui se trouve déjà sur place. Ernest ne tarde pas à constater que les Indiens locaux de la tribu des Osages sont riches. Contrairement aux autres tribus, les Osages sont propriétaires de leur réserve et ont été installés, sans le savoir, sur des terres pétrolifères. Les Osages ont obtenu le droit d'exploitation exclusif sur toutes les réserves de leur sol, qui ne peuvent être ni cédées ni vendues mais seulement héritées. Cet or noir attire la convoitise des prospecteurs blancs, et il arrive que l'on trouve un Osage assassiné chez lui ou au bord d'un chemin. Mais aucune enquête n'est jamais menée à son terme, la police concluant la plupart du temps à un suicide ou à un accident.
King propose à Ernest de devenir chauffeur de taxi. En exerçant sa profession, Ernest rencontre Mollie, une Osage diabétique qui vit avec sa mère. Voyant les jeunes gens amoureux, King suggère à son neveu d'épouser Mollie, au grand dam de Lizzie Q, la mère de Mollie, qui a bien compris que les Blancs ne s'intéressent à ses filles que pour leur argent. Peu de temps après leur mariage, Minnie, une sœur de Mollie mariée à un certain Bill Smith meurt d'une maladie étrange. Quelques semaines plus tard, Bill épouse Reta, une autre sœur de Mollie. Peu après, un autre Osage est tué par balle. Puis c'est le corps d'Anna, sœur de Mollie, qui est retrouvé sans vie, la balle restant introuvable. Craignant pour leurs vies, de nombreux Osages quittent leur propriété pour la ville, comme le font Ernest, Mollie et leurs enfants. Devant le peu d'empressement des autorités à chercher les coupables, les tribus Osages se réunissent pour demander justice, soutenues par King, leur ami de longue date.
En réalité, King tire les ficelles et aidé par ses neveux ou indirectement par des hommes de main, il est responsable de la plupart des meurtres. Il espère que l'argent des victimes lui reviendra tôt ou tard. Ernest s'associe à ses combines, mais sa maladresse fait capoter deux plans, l'un avec Blackie Thompson (qui est arrêté avant de pouvoir tuer un Indien) et l'autre avec John Ramsey, un pauvre trafiquant d'alcool qui assassine l'Indien dépressif Henry Roan (lequel avait contracté une assurance-décès auprès de King) mais échoue à maquiller sa mort en suicide. Malgré tout, Ernest est sincèrement attaché à Mollie. King fait parvenir à celle-ci de l'insuline pour son diabète. De plus en plus méfiante en raison de ce qui est arrivé à sa famille et après la mort de sa mère, Mollie n'accepte son traitement que s'il lui est administré par son mari. Bientôt, les médecins demandent à Ernest de diluer un autre produit dans l'insuline pour augmenter son efficacité. William J. Burns, un détective privé engagé par les Osages, est roué de coups et son corps est emporté loin de la ville. Le comble de l'horreur est atteint lorsque Bill et Reta sont tués chez eux dans l'explosion de leur maison provoquée par Acie Kirby sur l'ordre de King.
Devant cette nouvelle tragédie, Mollie se rend à Washington avec une délégation de membres de la tribu pour demander l'aide du président des États-Unis Calvin Coolidge. Tom White (en) et ses adjoints du BOI (futur FBI) sont envoyés sur place et ne tardent pas à constater que les enquêtes ont été bâclées. King fait alors disparaître ses complices pour éviter d'être inculpé. Ernest sent que l'étau se resserre autour de lui et que son oncle n'hésitera pas à le tuer malgré leurs liens familiaux. Tom finit par arrêter Ernest, qui avoue tout lorsqu'il est confronté à Blackie qui avait par ailleurs été arrêté peu de temps auparavant pour vol dans une banque. Alvin, lui aussi inculpé, confirme ses dires. Lorsque les enquêteurs se rendent chez Ernest pour interroger Mollie, ils trouvent celle-ci presque inanimée et l’emmènent à l'hôpital, car son insuline a été empoisonnée. Accusé des meurtres, King se constitue prisonnier.
Lors du procès, King et son entourage tentent d'influencer Ernest, fragile et encore plus désemparé lorsqu'il apprend que sa fille est morte de maladie. Il accepte finalement de témoigner contre son oncle. Dans un dernier tête à tête, Mollie demande à son mari s'il savait que le produit qu'il lui donnait était du poison, ce à quoi Ernest répond par la négative. L'issue du procès est décrite à la fin du film dans le cadre de l'enregistrement d'une émission de radio, et la plupart des accusés sont envoyés en prison. Une fois leur peine purgée, Ernest et son frère finissent leurs jours dans une caravane. King est libéré pour bonne conduite, et Mollie se remarie avec un membre de sa tribu. Elle meurt quelques années plus tard. Lorsqu'elle est enterrée auprès de ses proches, on ne fait aucune mention des meurtres.

## Fiche technique
- Titre original et français : Killers of the Flower Moon
- Titre québécois : La Note américaine
- Réalisation : Martin Scorsese
- Scénario : Eric Roth et Martin Scorsese, d'après l'ouvrage La Note américaine (Killers of the Flower Moon) de David Grann
- Musique : Robbie Robertson
- Décors : Jack Fisk
- Costumes : Jacqueline West
- Photographie : Rodrigo Prieto
- Montage : Thelma Schoonmaker
- Production : Dan Friedkin, Emma Tillinger Koskoff, Bradley Thomas et Martin Scorsese
  - Coproduction : Marianne Bower
- Sociétés de production : Imperative Entertainment, Appian Way, Apple Studios et Sikelia Productions
- Sociétés de distribution : Paramount Pictures (salles), Apple TV+ (vidéo à la demande)
- Budget : 200 millions de dollars[2],[3]
- Pays de production :  États-Unis
- Langues originales : anglais, osage, latin, français
- Format : couleur - 2.39:1 - Dolby Atmos / Dolby Digital
- Genres : drame policier, néo-western, historique
- Durée : 206 minutes[4]
- Dates de sortie :
  - France : 20 mai 2023 (avant-première au festival de Cannes) ; 18 octobre 2023 (sortie nationale)
  - États-Unis : 6 octobre 2023 (sortie limitée) ; 20 octobre 2023 (sortie nationale)
  - Monde (dont France) : 15 février 2024 (Apple TV+)
- Classification : 
  - États-Unis : R (interdit aux moins de 17 ans non accompagnés d’un adulte)
  - France : tout public avec avertissement lors de sa sortie en salles et déconseillé aux moins de 12 ans à la télévision

## Distribution
- Leonardo DiCaprio (VF : Damien Witecka) : Ernest Burkhart (en)
- Robert De Niro (VF : Pierre Arditi) : William King Hale (en)
- Lily Gladstone (VF : Pauline Brunel) : Mollie Kyle
- Jesse Plemons (VF : Pierre Tessier) : Tom White (en)
- Tantoo Cardinal : Lizzie Q. Kyle
- Scott Shepherd (VF : Luc Boulad) : Byron Burkhart
- Jason Isbell : (VF : Mathias Kozlowski) : Bill Smith
- William Belleau (VF : Grégory Lerigab) : Henry Roan (en)
- Cara Jade Myers (en) (VF : Corinne Wellong) : Anna Brown, sœur de Mollie
- John Lithgow (VF : Serge Biavan) : le procureur Peter Leaward
- Brendan Fraser (VF : Guillaume Orsat) : W. S. Hamilton, avocat de King
- JaNae Collins (VF : Melissa Bérard) : Reta, sœur de Mollie
- Jillian Dion : Minnie, sœur de Mollie
- Louis Cancelmi (en) (VF : Jérémy Prévost) : Kelsie Morrison
- Tommy Schultz (VF : Emmanuel Gradi) : Blackie Thompson (en)
- Everett Waller (VF : Antoine Tomé) : Paul Red Eagle (en)
- Yancey Red Corn (VF : Frantz Confiac) : le chef Bonnicastle (en)
- Tatanka Means (en) : John Wren
- Sturgill Simpson (VF : Jérémie Covillault) : Henry Grammer (en)
- Ty Mitchell : John Ramsey
- Gary Basaraba (VF : Jean-François Aupied) : William « Bill » J. Burns
- Charlie Musselwhite (VF : Jacques Bouanich) : Alvin Reynolds
- Pat Healy (VF : Michel Vigné) : John Burger
- Steve Witting (VF : Jerome Wiggins) : Dr James Shoun
- Steve Routman (VF : Philippe Ariotti) : Dr David Shoun
- Gene Jones (VF : Jean-Bernard Guillard) : Pitts Beatty
- Michael Abbott Jr. : Frank Smith
- Barry Corbin : Turton, le croque-mort
- Pete Yorn (VF : Jean-Marc Charrier) : Acie Kirby
- Katherine Willis (en) (VF : Marie-Frédérique Habert) : Myrtle Hale
- Elden Henson : Duke Burkhart
- Steve Eastin : le juge Pollock (en)
- Talee Redcorn : Non-Hon-Zhin-Ga
- Jack White : acteur radio
- Larry Sellers : Non-Hon-Zhin-Ga
- Larry Fessenden : voix radio
- Martin Scorsese (VF : Michel Mella) : le producteur de l'émission True Crimes (caméo)

## Production

### Genèse et développement
Le film est évoqué courant 2017. Il est alors annoncé que Martin Scorsese va à nouveau diriger ses deux acteurs « fétiches », Robert De Niro et Leonardo DiCaprio, après respectivement neuf et cinq collaborations précédentes. Les deux acteurs n'ont jamais joué ensemble sous la direction de Scorsese, mais ils avaient été réunis dans Blessures secrètes de Michael Caton-Jones sorti en 1993. Le tournage doit débuter au printemps 2018, mais le projet met du temps à se concrétiser et le tournage est annoncé à l'été 2019.
Le 28 mai 2020, on apprend qu'Apple (via Apple TV+) s'est imposé parmi plusieurs candidats pour produire le film, devant Netflix et la MGM,. La production bénéficie d'un budget de 200 millions de dollars. En novembre, le scénariste Eric Roth explique que le confinement lié à la pandémie de Covid-19 et le report de la production ont permis de réécrire le scénario. Eric Roth révèle que Leonardo DiCaprio avait demandé de nombreux changements : « Leonardo [DiCaprio] voulait que certaines choses changent, et nous en avons discuté. Il a fait prévaloir la moitié [de ses arguments]. J'ai gagné l’autre moitié ». Il est par ailleurs précisé que Leonardo DiCaprio devait initialement tenir le rôle du héros, un agent du FBI, avant de vouloir incarner le neveu du personnage joué par Robert De Niro (William Hale). Ce changement de rôle, où Leonardo DiCaprio incarne finalement un personnage plus complexe et ambigu qu'un simple enquêteur du FBI, aurait « refroidi » la plupart des studios classiques de cinéma, ce qui aurait facilité l'obtention du projet par Apple.
En février 2021, Lily Gladstone est annoncée dans le rôle de Mollie Burkhart. Quelques jours plus tard, Jesse Plemons prend le rôle de l'agent du FBI initialement prévu pour DiCaprio. En août, Brendan Fraser et John Lithgow rejoignent la distribution du film,.

### Tournage
Le tournage devait débuter en février 2021 avec un planning étalé sur sept mois. Mais en raison de la pandémie de Covid-19, il est repoussé et débute finalement le 19 avril 2021. Le réalisateur, qui a attendu des années avant de pouvoir concrétiser le film, annonce le début du tournage par un communiqué :

« Nous sommes heureux de commencer enfin la production de Killers of the Flower Moon dans l'Oklahoma. Pouvoir raconter cette histoire sur le territoire où les événements ont eu lieu est extrêmement important et essentiel pour nous permettre de peindre une représentation précise de l'époque et des gens. Nous remercions Apple, l'Oklahoma Film and Music Office et The Osage Nation, en particulier tous nos consultants Osages et nos conseillers culturels. Nous sommes heureux de commencer à travailler avec nos acteurs et notre équipe locale, pour donner vie à cette histoire et immortaliser à l'écran un épisode de l'histoire américaine à ne pas oublier. »

— Martin Scorsese, avril 2021.
Les prises de vues ont lieu dans l'Oklahoma, notamment à Tulsa, à Bartlesville et dans le comté d'Osage.
Le 13 mai 2021, De Niro se blesse au quadriceps fémoral, en dehors du tournage, et retourne à New York pour se soigner. La production n'est pas interrompue, mais le planning est modifié et l'acteur tourne ses scènes trois semaines plus tard, en juin.

## Accueil

### Sortie

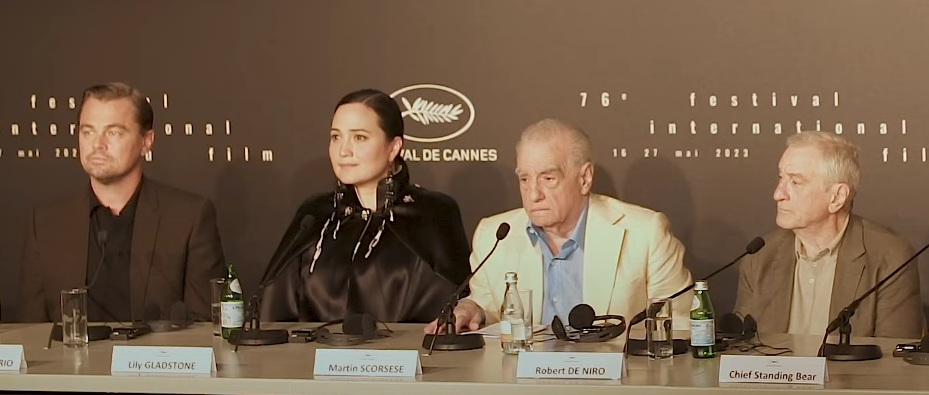
L'équipe du film lors de la conférence de presse au Festival de Cannes 2023

Alors que le film était initialement annoncé pour fin 2022, à la saison des récompenses, le site Deadline Hollywood et Alberto Barbera indiquent en juillet 2022 que le long métrage est reporté en 2023, pour laisser le temps de peaufiner la postproduction et éventuellement présenter le film au festival de Cannes,. Le film est finalement présenté « hors compétition » lors du festival de Cannes 2023. À l’issue de la projection du film à Cannes le 20 mai 2023, une standing ovation de plus de neuf minutes accueille l’équipe du film, avec Martin Scorsese en tête.
Le film sort en salles le 18 octobre 2023, distribué par Paramount Pictures. Puis il est diffusé par le service de vidéo à la demande avec abonnement sur Apple TV+.

### Accueil critique
En France, le site Allociné propose une moyenne de 4,4⁄5, d'après l'interprétation de 38 critiques de presse. 
Sur Rotten Tomatoes, le film obtient 93 % d'opinions positives pour 466 critiques, le consensus critique étant : « Énorme en termes de durée, thème et réalisation, Killers of the Flower Moon est une appréciation qui donne à réfléchir sur la relations des États-Unis avec les peuples autochtones, et encore une merveille artistique réalisée par Martin Scorsese et ses collaborateurs. ».
Sur Metacritic, le film obtient une note de 89/100, basée sur 63 critiques.

### Box-office[24]
| Pays ou régions       | Box-office                       | Date d'arrêt du box-office | Nombre de semaines |
| --------------------- | -------------------------------- | -------------------------- | ------------------ |
| États-Unis            | 68 026 901 $                     | 14 mars 2024               | 19                 |
| Royaume-Uni           | 12 208 531 $                     | en cours                   | 23                 |
| France                | 11 154 869 $ (1 268 628 entrées) | 28 février 2024            | 17                 |
| Allemagne             | 7 579 926 $                      | en cours                   | 23                 |
| Espagne               | 5 662 082 $                      | 29 mars 2024               | 23                 |
| Italie                | 5 435 811 $                      | 26 mars 2024               | 23                 |
| Brésil                | 2 300 713 $                      | 23 novembre 2023           | 6                  |
| Suisse                | 2 199 157 $                      | 26 mars 2024               | 23                 |
| Total hors États-Unis | 89 000 000 $                     | en cours                   | 23                 |
| Total mondial         | 157 026 901 $                    | en cours                   | 23                 |

## Distinctions

### Récompenses
- Golden Globes 2024[26] : Meilleure actrice dans un film dramatique pour Lily Gladstone

### Nominations
- BAFTA 2024 :
  - meilleur film
  - Meilleur acteur dans un second rôle pour Robert De Niro
  - meilleurs décors pour Jack Fisk et Adam Willis
  - meilleurs costumes pour Jacqueline West
  - meilleurs maquillages et coiffures pour Kay Georgiou (en) et Thomas Nellen
  - meilleure photographie pour Rodrigo Prieto
  - meilleur montage pour Thelma Schoonmaker
  - meilleure musique de film pour Robbie Robertson (posthume)
  - meilleur casting pour Ellen Lewis (en) et Rene Haynes

- Golden Globes 2024[27] :
  - Meilleur film dramatique
  - Meilleur acteur dans un film dramatique pour Leonardo DiCaprio
  - Meilleur acteur dans un second rôle pour Robert De Niro
  - Meilleure réalisation
  - Meilleur scénario
  - Meilleure musique de film

- Oscars 2024 : 
  - Meilleur film
  - Meilleur réalisateur
  - Meilleure actrice pour Lily Gladstone
  - Meilleur acteur dans un second rôle pour Robert De Niro
  - Meilleurs décors et direction artistique
  - Meilleurs costumes
  - Meilleure photographie
  - Meilleur montage
  - Meilleure chanson originale pour Wahzhazhe (A Song For My People) (Scott George)
  - Meilleure musique de film

### Sélection
- Festival de Cannes 2023 : sélection officielle, hors-compétition